# Louis-Constant Fleming
Louis-Constant Fleming (ur. 1946), francuski polityk, pierwszy prezydent Rady Terytorialnej Saint-Martin od 15 lipca 2007 do 25 lipca 2008. Francuski senator od 2008.

## Życiorys
W wyniku pierwszych wyborów do Rady Terytorialnej Saint-Martin 1 lipca i 8 lipca 2007, 16 z 23 miejsc zdobyła partia Unia na rzecz Postępu (Union pour le Progrès), a jej lider Louis-Constant Fleming objął stanowisko prezydenta rady. Jednakże rok później, 25 lipca 2008 Fleming musiał zrezygnować ze stanowiska, by móc ubiegać się o urząd pierwszego w historii wyspy senatora. 21 września 2008 Fleming zdobył mandat senatora Saint-Martin, zdobywając w głosowaniu 17 z 24 głosów (do głosowania byli uprawnieni członkowie Rady Terytorialnej oraz zastępca senatora).